# Rocchetta e Croce
Rocchetta e Croce là một đô thị ở tỉnh Caserta trong vùng Campania của Ý, có vị trí cách khoảng 45 km về phía bắc của Napoli và khoảng 25 km về phía tây bắc của Caserta. Tại thời điểm ngày 31 tháng 12 năm 2004, đô thị này có dân số 517 người và diện tích là 12,9 km².
Rocchetta e Croce giáp các đô thị: Calvi Risorta, Formicola, Giano Vetusto, Pietramelara, Riardo, Teano.